# Шкалце
Шкалце (словен. Škalce) — поселення в общині Словенське Коніце, Савинський регіон, Словенія. Висота над рівнем моря: 359,2 м.